# Rieden (Svevia)
Rieden è un comune tedesco di 1 323 abitanti, situato nel land della Baviera.